# Голодный поход
Голодный поход — отступление Оренбургской армии генералов А. И. Дутова и А. С. Бакича из района боевых действий под Кокчетавом в Сергиополь (сейчас Аягоз) зимой 1919 года.
Отступление началось 22 ноября, после захвата Красной армией города Омска (одновременно с Великим Сибирским Ледяным походом). Закончился 31 декабря 1919 года.
Войска отступали по малонаселённой, голодной местности, ночуя под открытым небом.
Ели лошадей и верблюдов. У местного населения отбирали продукты, одежду, но и этого было не достаточно для многотысячной людской толпы. За всё реквизируемое, как правило, выплачивались деньги, хотя и не всегда в справедливом размере.
Смертность от холода, голода и тифа росла. Тяжелобольных оставляли умирать в населенных пунктах, умерших не успевали хоронить. Отступление большими переходами позволило оторваться от противника, но отставшие от подразделений одиночные солдаты и казаки часто подвергались нападению со стороны казахов.
1 декабря красноармейцы захватили Семипалатинск, а 10 декабря — Барнаул, тем самым не оставив войскам Дутова шансов соединиться с основными силами армии Каппеля. Возможен был единственный путь дальнейшего отхода — в Семиречье, где действовали части атамана Анненкова. 13 декабря Каркаралинск был взят красными. До конца декабря войска Дутова отходили к Сергиополю. Этот отрезок пути (около 550 верст) был одним из наиболее тяжёлых, а значительная часть отступавших казаков и беженцев погибла от голода и болезней.
Приход в Семиречье дутовцев, 90 % которых были больны различными формами тифа, анненковцы встретили враждебно.

## Отражение в культуре
- Стихотворение Вячеслава Пустовитова «Голодный поход 1919».[2].
- Воспоминания участника похода И. Еловского: «Голодный поход Оренбургской армии».